# Symmetrical AWD

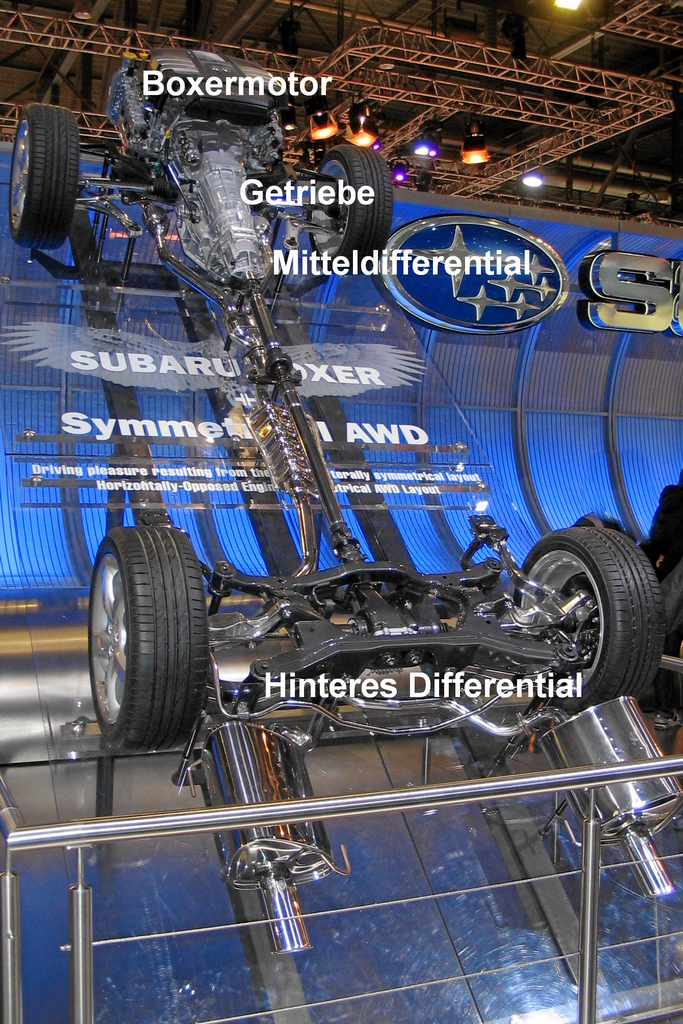
Demonstrator auf dem Genfer Automobilsalon 2005

Symmetrical AWD (Symmetrical All Wheel Drive) bezeichnet das Allradsystem des japanischen Automobilherstellers Subaru.
Fast alle Fahrzeuge dieses Herstellers sind mit Allradantrieb ausgestattet. Anders als bei anderen PKW-Herstellern ist die Antriebsart nicht wahlweise erhältlich, sondern integraler Bestandteil des Fahrzeugkonzepts. Umgekehrt können die wenigen Modelle ohne Allradantrieb, wie etwa der hinterradgetriebene Subaru BRZ nicht damit ausgerüstet werden.

## Allgemeine Beschreibung
Subaru setzt bei seinen Fahrzeugen aus technischer Sicht auf ganz verschiedene Allradkonzepte, die jedoch (seit 2003) alle unter dem Markennamen Symmetrical AWD geführt werden. Namensgebend für den Symmetrical AWD ist die symmetrische Anordnung des Antriebsstrangs: Die Kurbelwelle des Motors, das Getriebe, die Kardanwelle und alle Differentiale sind auf der Längsachse des Fahrzeugs angeordnet.
Folgendes gilt übergreifend: Alle Motoren sind Boxermotoren, mit vier oder sechs Zylindern, teilweise mit Turbolader. Die schweren Teile des Motors – Kurbelgehäuse, Zylinder und Zylinderköpfe – ragen nach oben nicht über die Oberkante der Vorderreifen hinaus, der Überhang nach vorn ist ebenfalls gering.
Das Getriebe sitzt hinter der Vorderachse, das Vorderachs- und das Mitteldifferential bzw. eine elektronische gesteuerte Lamellenkupplung zur Anbindung der Hinterräder sind im Getriebe integriert. Einige Modelle sind mit einem Hinterachs-Sperrdifferential ausgestattet. Das Sportmodell Impreza WRX STI hat mechanische Sperrdifferentiale (je nach Modelljahr basierend auf Torsen- oder Lamellen-Bauart) an Vorder- und Hinterachse.
Durch die Anordnung von Motor und Getriebe ergibt sich ein niedriger Fahrzeugschwerpunkt und eine günstige Gewichtsverteilung. Dies verbessert das Fahrverhalten, ohne den Komfort zu beeinträchtigen.

### Modelle mit Handschaltung
Der handgeschaltete Subaru Leone wurde 1972 als erstes Fahrzeug von Subaru mit Allradantrieb ausgestattet. Der primär auf der Vorderachse angetriebene Wagen erlaubt eine manuelle Zuschaltung der Hinterräder über ein (starres) Verteilergetriebe. Den nächsten Entwicklungsschritt stellte der permanente Allradantrieb des 1987er Subaru XT dar, der über ein offenes Mitteldifferential verfügte, dass elektropneumatisch voll gesperrt (100 %) werden konnte. Die letzte wesentliche Weiterentwicklung erfuhren die handgeschalteten Modelle 1988 durch Einführung eines Visco-Sperrdifferentials, welches erstmals im Legacy I zum Einsatz kam. Dieses Mitteldifferential wurde zum Modelljahr 1998 noch einmal überarbeitet und ist seitdem in allem Handschaltern von Subaru (ausgenommen der STI-Modelle) identisch verbaut. Dabei wird das vom Getriebe kommende Antriebsmoment in das Zentraldifferential (Kegelradbauweise) eingeleitet, welches mit einer Viscosperre kombiniert ist. Bei Traktion aller Räder wird das Moment so permanent 50:50 auf beide Achsen verteilt. Bei Schlupf, wie geringfügig auch bei Kurvenfahrten, entsteht ein Drehzahlunterschied zwischen Vorder- und Hinterachse. In diesem Fall leitet die nun eingreifende Viscosperre ein zusätzliches Drehmoment auf die langsamer drehende (oder im Extremfall stehende) Achse. Die hierfür genutzte Reibung der sich in einer hoch viskosen Flüssigkeit drehenden Lamellen kann allerdings nur einen Teil des maximal möglichen Drehmomentes übertragen, sodass bei weitem nicht die Leistungsfähigkeit einer Vollsperre erreicht wird. An den Achsen sind bei den fast allen Modellen offene, also nicht sperrende Differentiale verbaut, welche die Antriebsleistung letztendlich gleichmäßig auf die einzelnen Räder verteilen. Leistungsstärkere Fahrzeuge, wie Impreza WRX oder Legacy-GT-Modelle besitzen auch an der Hinterachse ein Visco-Sperrdifferential. Viele handgeschaltete Modelle besitzen eine als dual range bezeichnete Geländeuntersetzung. Die Übersetzung ins Langsame beträgt beispielsweise im Fall der 4. Generation Legacy/Outback 1,447 bzw. 1,196 (nach Werkstatthandbuch).

### Modelle mit Stufen-Automatik
Im Fall der 4-Stufenautomaten mit der Getriebebezeichnung "E-4AT" (electronically-controlled 4-speed automatic transmission) oder auch "ACT-4", wird die Antriebskraft durch eine automatisch per Öldruck gesteuerte Mehrscheiben-Lamellenkupplung ("multiplate transfer - MPT") zwischen Vorder- und Hinterachse aufgeteilt. Ein Steuergerät überwacht dazu u. a. die Drehzahlen der vorderen und hinteren Achsantriebswellen und interpretiert eine Differenz von bis zu 20 % noch als Kurvenfahrt, erst bei Überschreitung wird die standardmäßige Drehmomentverteilung von 90:10 (v:h) der Situation angepasst (Werte gelten für den damaligen US-Markt). Die später eingeführte 5-Stufen-Automatik basierte dann auf der VTD-Bauweise (siehe unten).

### Modelle mitLineartronic
Das 2009 eingeführte, stufenlose CVT-Automatikgetriebe (Markenname Lineartronic) nutzt das sog. Active Torque Split. Dieses System basiert, ähnlich wie in den früheren 4-Stufen-Automaten, auf einer Lamellenkupplung zur Verteilung des Drehmomentes an Vorder- und Hinterachse. Die Verteilung ist standardmäßig 60:40 (v:h) und wird unter Auswertung vieler Sensordaten den Erfordernissen entsprechend angepasst. Ein Mitteldifferential ist in diesem System nicht mehr verbaut. An den Achsen befinden sich offene Differentiale.
Die derzeit einzige Ausnahme bildet das Modell Subaru WRX aus der 4. Generation der WRX / WRX STI-Baureihe (seit 2014). Hier ist neben Schaltgetriebe auch die Lineartronic verfügbar, welche dann mit VTD kombiniert ist. In Modellen mit Lineartronic ist außerdem der "X-Mode" verfügbar (siehe unten).

## Spezielle Systeme

### VTD
In Fahrzeugen mit VTD (Variable Torque Distribution) verteilt ein Zentraldifferential das Antriebsmoment gezielt asymmetrisch zwischen Vorder- und Hinterachse. Eingeführt wurde dies 1991 beim Subaru SVX, durch ein in Planetenradbauweise (nicht Kegelrad) ausgeführtes Differential (Verteilung: 36 % vorn / 64 % hinten). Eine dort zusätzlich angebrachte Lamellensperre mit hohem Sperrvermögen sorgt bei Schlupf der Räder für eine sinnvolle Verteilung der Kraft. 2004 wurde das VTD weiterentwickelt und mit einem 5-Gang Automatikgetriebe kombiniert, dieses findet in der 3 Liter- bzw. 2,5 Liter Turbo-Variante des Legacy IV sowie im Legacy V und im Tribeca Anwendung, bei letzteren mit einer 45:55 Drehmomentaufteilung.

### VDC
Die Vehicle Dynamics Control ist das seit 1998 eingesetzte elektronische Stabilitätsprogramm von Subaru, welches zusätzlich das Allradsystem unterstützt, indem es durchdrehende Räder abbremst und damit Antriebsmoment auf griffige Räder umleitet. Dieses Prinzip wird allgemein auch als "elektronisches Sperrdifferential" bezeichnet.

### DCCD
Das Driver's Controlled Centre Differential ist ein speziell für das Sportmodell Impreza WRX STI bzw. WRX STI entwickeltes und voll einstellbares Mitteldifferential. Analog zum VTD besteht es aus einem Planetenraddifferential, welches das vom Getriebe kommende Antriebsmoment asymmetrisch zwischen Vorder- und Hinterachse aufteilt. Zusätzlich ist eine elektromagnetisch angesteuerte Lamellenkupplung integriert, die die Sperrwirkung zwischen Vorder- und Hinterachse je nach Wunsch des Fahrers auf bis zu 100 % erhöht. Die Steuerung der Lamellenkupplung kann alternativ auch automatisch erfolgen. Das DCCD wurde seit spätestens 2000 eingesetzt und mehrmals weiterentwickelt. Beispielsweise beträgt die Drehmomentaufteilung vorn-zu-hinten im 2005er STI Modell 36:64; im 2018er Modell 41:59.

### X-Mode
Modelle mit X-Mode weisen keine zusätzlichen mechanischen Elemente im Antriebsstrang auf, sondern besitzen ein optional aktivierbares Assistenzsystem zur Erhöhung der Geländetauglichkeit. Dieses nutzt und beeinflusst die bereits im Fahrzeug vorhandene Systeme wie folgt:
- die elektronische Drosselklappe öffnet bei schwachem Treten des Gaspedals weniger, reagiert bei stärkerem Treten dann empfindlicher
- CVT-Getriebe übersetzt vorzugsweise in große Drehmomente statt in niedrige Drehzahlen
- Sperrgrad der zentralen Lamellenkupplung wird permanent erhöht
- Regelzeiten des VDC werden kürzer; durchdrehende Räder werden schneller gebremst
- Bergabfahrhilfe (bis ca. 20 km/h)

Seit dem Modelljahr 2019 ist der Dual-Function X-MODE für bestimmte Modelle verfügbar, der im Gegensatz zum Vorgängersystem Einstellmöglichkeiten bietet. Das neue System kann mit stärkerem Radschlupf arbeiten ("Räder drehen durch"), um in tieferem Schlamm oder Schnee für besseren Vortrieb zu sorgen.